# Lope Ferrench
Lope Ferrench fue en noble aragonés de origen navarro.

## Biografía
Estuvo al servicio de Sancho I Ramírez de Aragón, rey de Aragón y de Pamplona.
Fue hijo de Fernando de Pamplona, señor de Bucesta, Jubera, Lagunilla y Oprela y de Nuña Íñiguez, quien es una supuesta hija de Íñigo López, señor de Vizcaya, aunque no aparecen en las fuentes medievales.
Según algunos autores, se casó con Ximena Martínez, hija de Martín Gómez "El Grande" y de su esposa, y tuvieron por hijo a Bacalla de Luna, primer miembro de la casa de Luna y I señor de Luna.
Lope Ferrench originó varias ramas y cada una de ellas adoptaría armas heráldicas peculiares.